# Vigny (Mosella)
Vigny è un comune francese di 310 abitanti situato nel dipartimento della Mosella nella regione del Grand Est.

## Società

### Evoluzione demografica
Abitanti censiti